# Alchemilla acutiloba
Alchemilla acutiloba là loài thực vật có hoa trong họ Hoa hồng. Loài này được Opiz mô tả khoa học đầu tiên.